# (36446) Cinodapistoia
(36446) Cinodapistoia est un astéroïde de la ceinture principale découvert le 22 août 2000 par Luciano Tesi et Andrea Boattini.